# Воронин, Сергей Михайлович
Серге́й Миха́йлович Воро́нин (11 марта 1946 — 18 октября 1997) — советский и российский математик, специалист в области теории чисел.

## Биография
Родился в семье служащих. Мать, Воронина (Маслова) Пелагея Ильинична (20.07.1920 — 03.03.1989), преподаватель русского языка и литературы. Отец, Воронин Михаил Фёдорович (14.11.1920 — 23.04.1994), инженер по бурению нефтяных и газовых скважин. Был старшим из четырёх детей. Ребёнком увлекался музыкой (окончил музыкальную школу), шахматами, но математика была самым любимым его увлечением. В 1963 году после окончания средней школы и успешных выступлений на математических олимпиадах С. М. Воронин был приглашён в летнюю математическую школу при МГУ им. М. В. Ломоносова и остался завершать среднее образование в школе-интернате № 18 при МГУ, созданной академиком А. Н. Колмогоровым и начавшей функционировать как раз с 1963 года (первый набор). В 1964 году окончил физико-математическую школу-интернат № 18 в Москве (первый выпуск СУНЦ МГУ).
В 1964—1969 годах С. М. Воронин учился на механико-математическом факультете МГУ, в 1969—1972 годах — в аспирантуре Математического института им. В. А. Стеклова АН СССР, где его руководителем был профессор А. А. Карацуба. В 1972 году защитил кандидатскую, а в 1977 году — докторскую диссертации.
С. М. Воронин был ведущим научным сотрудником в отделе теории чисел МИАН. Он является автором более 50 научных статей и одной монографии «Дзета-функция Римана» (совместно с А. А. Карацубой). Будучи профессором кафедры теории чисел МПГУ, С. М. Воронин читал оригинальные курсы по теории чисел и истории математики. Четыре ученика С. М. Воронина — Р. T. Турганалиев, К. М. Эминян, С. Л. Захаров и С. Кожегельдинов — защитили кандидатские диссертации, а Н. Темиргалиев, Д. Исмоилов, В. И. Скалыга, научным консультантом которых был С. М. Воронин, защитили докторские диссертации.

## Научная деятельность
Работы С. М. Воронина об универсальности дзета-функции Римана, о нулях арифметических рядов Дирихле, о применении теории дивизоров в квадратурных формулах послужили созданию новых направлений исследований в математике.